# Gerry Polci
Gerry Polci (Passaic, 9 giugno 1952) è un cantante, batterista e insegnante statunitense.
Gerry Polci è noto soprattutto per essere stato, dal 1973 al 1990, membro del gruppo The Four Seasons.
Inizialmente Gerry era batterista del gruppo sia in tournée che in studio, con il tempo cominciò anche a fornire la propria voce in diversi singoli del gruppo, fino a diventare cantante principale nel singolo più noto della band December, 1963 (Oh, What a Night).

## Biografia
Nato e cresciuto nel New Jersey, a Passaic, Gerry cominciò a suonare fin da giovane la batteria.
Nel 1973, entra a far parte dei Four Seasons rimanendoci, a fasi alterne, fino al 1990. Lasciato il gruppo, completa gli studi per la laurea in educazione musicale alla Montclair State University. Dopo la laurea, cominciò a insegnare musica a New Providence per oltre vent'anni.
Ritiratosi dall'insegnamento nel giugno del 2015, risiede in Florida.

## Vita privata
Grande amico del compagno di band e frontman Frankie Valli, Gerry si sposò con sua figlia, Antonia Valli, con la quale ebbe due figli. il matrimonio terminò con un divorzio.